# دینامیک اجماع
دینامیک اجماع یا دینامیک توافقی، یک زمینه تحقیقاتی بر مبنای تئوری سیستمها و تئوری گراف است. شاخه ای که در آن بیشتر مورد توجه قرار گرفته "مسئله اجماع" در سیستمهای چند عاملی است که فرایندهایی توسط انفعالات عاملها برای رسیدن به یک هدف مشترک را دنبال می کند. از مثالهایی که شبکه عاملها اطلاعات را به هم تبادل می کنند می توان به سیستمهای فیزیولوژیکی، شبکه های ژنتیکی، سیستمهای مقیاس گسترده و ناوگان های زمینی، هوایی و فضایی اشاره نمود. پروتکل توافقی یا پروتکل اجماع یک سیستم بدون اعمال نیروست که توپولوژی اتصالات داخلی و شرایط اولیه هر عامل، آن را کنترل می کند. باقی مسائل از جمله مسئله رندزووس، همگام سازی، حرکت گروهی، آرایش کنترل هستند که یک الگوی جواب آن بهینه سازی قید توزیع شده می باشد.